# Naihati
Naihati (en bengalí: নৈহাটী ) es una ciudad de la India, en el distrito de 24 Parganas norte, estado de Bengala Occidental. Según el censo de 2011, tiene una población de 219,468 habitantes.

## Geografía
Está ubicada a una altitud de 17 m s. n. m., a 41 km de la capital estatal, Calcuta, en la zona horaria UTC +5:30.